# Jean Pierre-Antoine
Pas d'image ? Cliquez ici

a Compétitions nationales et continentales officielles uniquement.

Jean Pierre-Antoine, né le 16 mars 1921 à Saint-Juéry dans le Tarn et mort le 2 octobre 1956 à Toulouse, est un joueur français de rugby à XV et rugby à XIII évoluant au poste de deuxième ligne. Il joue la majorité de sa carrière avec le Castres olympique même s'il effectue un court passage dans le club de rugby à XIII du RC Albi XIII pendant deux saisons.

## Biographie

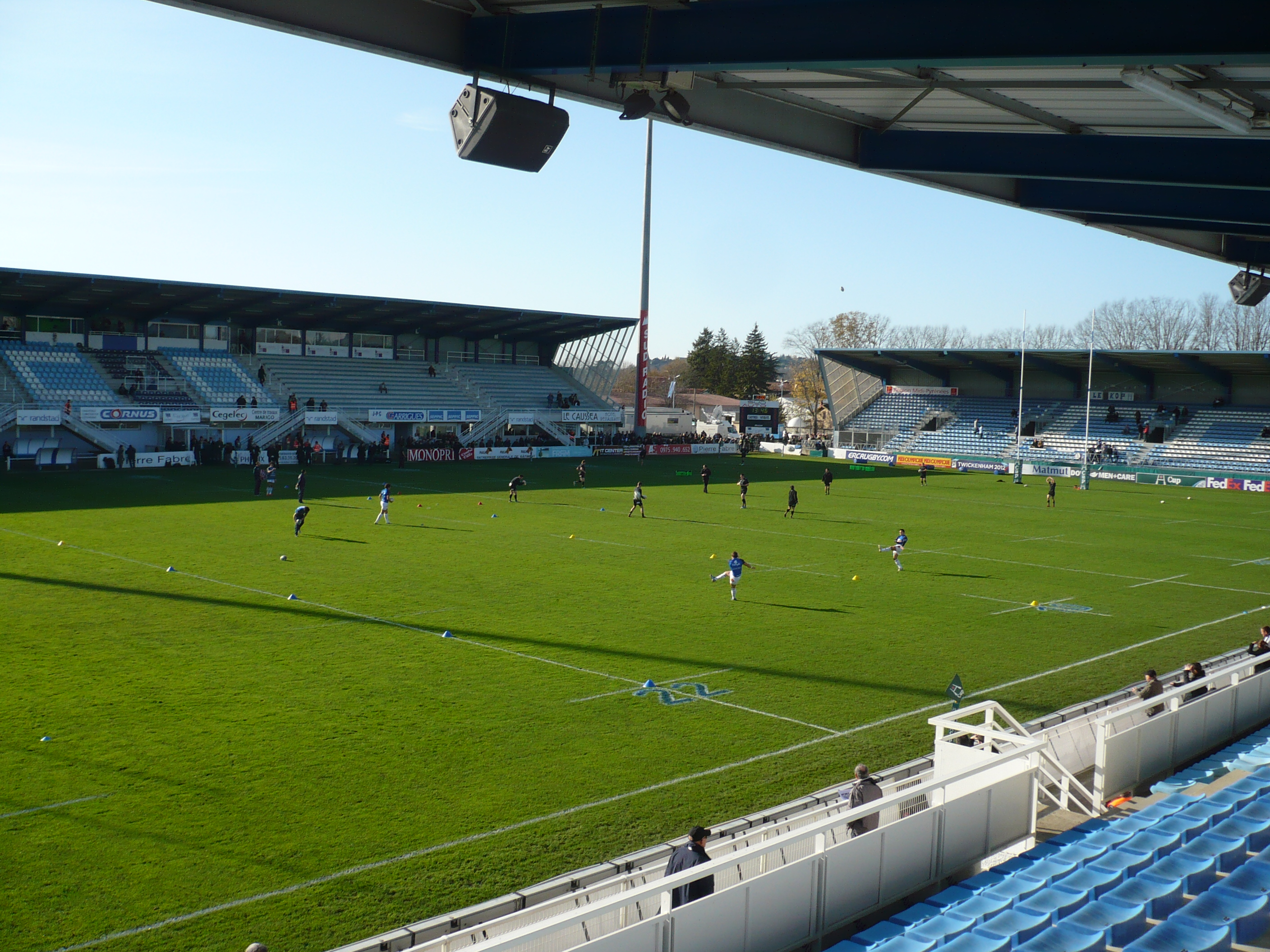
Le stade Pierre-Antoine est baptisé en 1957 en hommage au joueur après son décès.

Natif de Saint-Juéry et boucher de profession, Jean Pierre-Antoine commence le rugby à XV avec l'UA Gaillac[réf. nécessaire] avant de rejoindre le Castres olympique. En 1944, il change de code et passe au rugby à XIII pour jouer avec le RC Albi XIII pendant deux saisons. Puis il revient jouer au rugby à XV avec le Castres olympique en 1947. Il est nommé capitaine de l'équipe et remporte cette année-là la Coupe de France en battant le FC Lourdes en finale sur le score de 6 à 0. Les deux saisons suivantes, il devient double champion de France. En 1949, les Castrais dominent le Stade montois sur le score de 14 à 3, avec une transformation de Pierre-Antoine,. La saison suivante, Castres conserve son titre en battant le Racing Club de France en finale sur le score de 11 à 8, le deuxième ligne marquant de nouveau une transformation. Pierre-Antoine et le club castrais atteignent une nouvelle fois le dernier carré en 1956 battu par l'US Dax en demi-finale.
Le 30 septembre 1956, à l'issue d'une rencontre disputée contre l'US Montréjeau, à la suite d'une blessure à la tête au cours de ce match, il est victime d'une thrombose artérielle dans les vestiaires du Stade des Ponts Jumeaux à Toulouse. Il est conduit à l'hôpital de Purpan où il meurt, deux jours après, à l'âge de 35 ans. Près de 3 000 personnes sont présentes pour ses obsèques. Le stade du club castrais est rebaptisé en septembre 1957 Stade Pierre-Antoine en son hommage avant d'être débaptisé en 2017 en Stade Pierre-Fabre en hommage à Pierre Fabre, fondateur du grand groupe pharmaceutique français Laboratoires Pierre Fabre et propriétaire du club de rugby à XV Castres olympique.

## Palmarès
Avec le Castres olympique
- Championnat de France de première division :
  - Champion (2) : 1949 et 1950
  - Demi-finaliste (1) : 1956
- Coupe de France :
  - Vainqueur (1) : 1948